# Silent Hills
Silent Hills es un videojuego de terror cancelado de la saga Silent Hill de la desarrolladora Konami, programado para ser lanzado el año 2016, pero fue cancelado en 2015. Silent Hills sería dirigido por Hideo Kojima en colaboración de Guillermo del Toro, y contaría con Norman Reedus como protagonista. Tras la presentación de un demo de hora y media, denominada P.T. (en inglés: «playable teaser»), Sony anunció que se trataba de un avance de lo que habría sido la novena entrega de la saga Silent Hill. Apareció por primera vez en el Gamescom 2014 de Colonia, el cual relata la travesía de un hombre atrapado en un bucle temporal dentro de una casa donde se dan eventos paranormales.
Esta demo fue aclamada de manera general por los críticos, principalmente por su atmósfera claustrofóbica, la inmersión en la trama y su calidad gráfica fotorrealista; razón por la cual consiguió más de un millón de descargas en la plataforma PlayStation Store. Sin embargo, tras un conflicto interno entre Konami y Kojima luego del lanzamiento de Metal Gear Solid V: The Phantom Pain, el proyecto fue cancelado, generando descontento entre la mayoría de los jugadores que lo habían probado. El 29 de abril de 2015, Konami confirmó oficialmente la cancelación del juego.

## Desarrollo
En agosto de 2012, Hideo Kojima reveló, en un video publicado en su cuenta de Twitlonger, que gracias a las prestaciones de su nuevo motor Fox Engine, las futuras entregas de Silent Hill permitirían que los enemigos tuvieran un aspecto extremadamente detallado, a lo que expresó la esperanza de que alguien lo realizara. Un mes después, el presidente Konami invitó a Kojima, a liderar el desarrollo de un nuevo lanzamiento de la saga Silent Hill.
Tras esta propuesta, Kojima declaró lo siguiente:

En el pasado mencioné a Silent Hill durante ciertas entrevistas, y como resultado, el presidente de Konami me llamó y me dijo que le gustaría que hiciera el próximo Silent Hill. Honestamente, soy una especie de gato asustadizo cuando se trata de películas de terror, así que no estoy seguro de poder hacerlo. Pero al mismo tiempo considero que hay un cierto tipo de horror que solo las personas azustadizas pueden crear, así que tal vez pueda hacer algo. Dicho esto, creo que Silent Hill tiene una atmósfera muy particular. Esta saga debe continuar, y me encantaría participar durante ese proceso, ya sea supervisandolo o incluso prestando la tecnología del Fox Engine.

En abril de 2014, Kojima tuiteó su deseo de realizar el juego con la participación de actores como Norman Reedus y Ryan Gosling. Masahiro Ito, diseñador de monstruos en juegos anteriores de Silent Hill, expresó también su deseo de unirse al proyecto si tuviera la oportunidad.
El 12 de agosto de 2014, el juego fue presentado en la conferencia de videojuegos Gamescom mediante un teaser jugable de hora y veinte llamada P.T., un nuevo título de la desarrolladora 7780s Studios. Según avanzaba la demo, se descubrió que 7780s Studios era en realidad una compañía ficticia y que estaban ante la presentación de una nueva entrega de Silent Hill, todo ello por obra de Hideo Kojima. Inicialmente, no se sabía con certeza qué significaba la "s" al final del nombre. Se sugirió que puede ser la insinuación de dos proyectos en donde la saga podría sufrir un reinicio en una realidad alternativa, o la aparición de varias ciudades alternativas dentro de un mismo juego. El mismo Kojima confirmó que la "s" indica el plural. Y el nombre "7780s Studio", también contenía un acertijo: 7780 es el área de la prefectura de Shizuoka en Japón, cuyo nombre se traduce como "Silent Hills".
Akira Yamaoka, compositor de la saga, no confirmó ni negó el hecho de su participación en el proyecto. Informó que los fanáticos le enviaron una "montaña de cartas" que leyó. También señaló que estaría feliz de participar en Silent Hills. Algunos de sus comentarios insinuaban negociaciones en curso entre él y Konami. La prensa también pensó en Ludwig Forssell como un posible candidato. El proyecto fue obra del reconocido artista de manga Junji Ito. Kojima también ofreció incorporar a Cliff Blezinski en el proyecto, pero este se negó.
De izquierda a derecha: Hideo Kojima, Guillermo del Toro y Norman Reedus
Los desarrolladores prometieron que el juego sería realmente espeluznante y diferente de lo que se mostró en la demo. Kojima declaró en su momento, que era una oportunidad única de crear un juego genuinamente aterrador: “Inicialmente, queríamos hacer un juego en el que te mojaras los pantalones. Ahora nuestro objetivo es hacer que te los pongas”, y agregó que en la "versión para coleccionistas" del proyecto se agregarían un par de pantalones. Del Toro, quien se reunió con Kojima unos años antes del anuncio de Silent Hills, anunció que iba a convertir el juego en el proyecto principal de su vida. El papel exacto del director en el proyecto no se conocía, aunque se rumoreaba que Del Toro fue responsable de crear el diseño de los monstruos. Posteriormente, Del Toro descubrió que algunas de sus ideas ya estaban implementadas en el aclamado videojuego The Last of Us, de Naughty Dog. Por otro lado se eligió a Norman Reedus, ya conocido por su papel de Daryl Dixon en la serie The Walking Dead, para darle la voz al protagonista, e incluso la realización de algunas tomas mediante captura de movimiento. Su aparición en la serie anterior nombrada sería aprovechada para ampliar la franquicia hacia una audiencia completamente nueva. Los comentarios del público y la crítica sobre el avance interactivo fueron tan positivos que Kojima se preguntó de qué manera continuar con Silent Hills. Se rumorea que después del anuncio, el trabajo en el juego apenas se llevó a cabo, la productora de Kojima necesitaba reunir un amplio personal de empleados, desde programadores hasta diseñadores, artistas conceptuales y animadores. En el juego, se planeó que el personaje alternara entre vista en primera persona y tercera persona. El lanzamiento del juego estaba programado para 2016 y fue desarrollado en primer lugar para PlayStation 4. También existió la posibilidad de distribuir la versión final en forma episódica.

### Marketing y promoción
En la Gamescom 2014, en una conferencia de prensa de Sony para la consola PlayStation 4, se anunció P.T. horror. Los desarrolladores, que se autodenominan 7780s Studio, lanzaron una demo del juego en la PlayStation Store, a la que llamaron el "primer teaser interactivo del mundo". En él, el jugador se encontraba con varios fenómenos paranormales, como una pequeña criatura sangrienta que respira ruidosamente en un fregadero. El personaje principal cae en un bucle temporal comprendido entre las 11:59 p. m. y la medianoche, y explora una casa sombría, que consta de habitaciones casi idénticas, ligeramente diferentes entre sí. Las sugerencias en el juego fueron traducidas a diferentes idiomas, lo que hizo que jugadores de diferentes países, con diferentes lenguas, resuelvan rompecabezas juntos. El último misterio fue, intencionalmente, lo más complejo posible, para mantener la nueva parte de la serie en secreto el mayor tiempo posible. La transmisión, que el jugador pudo escuchar en sueco, informó que el juego contaría con extraterrestres.
Solo tras superar la totalidad de la demo, se podía ver el anuncio de la nueva entrega de Silent Hill de Hideo Kojima y Guillermo del Toro, con Norman Reedus como personaje principal. Este anuncio mostraba a un hombre caminar por una tranquila y brumosa calle de una ciudad. En el final, se muestra el nombre real del proyecto: Silent Hills, bajo la canción "Silent Hill" de Akira Yamaoka. El hallazgo fue reportado por primera vez por el usuario "SoapyWarpig", de Twitch, quien subió un vídeo con el pasaje. Kojima se sorprendió de lo rápido que descubrió el anuncio oculto, en menos de medio día, cuando imaginaba que tardarían al menos una semana. El avance interactivo se hizo intencionalmente más fácil para hacer que la historia de los desarrolladores sea más creíble y redujeron la calidad general del producto. En lugar de la idea original (las ruinas), un pasillo en "L" fue usado como ubicación principal: "Quería que la gente sintiera miedo, no poder salir del mundo en el que casi no hay información en la pantalla", dijo Hideo. P.T. fue descargado más de un millón de veces.
El avance interactivo P.T. contenía una serie de alusiones a la serie Silent Hill. Entre ellos, cucarachas que aparecieron en la primera, segunda y sexta parte; la radio, que en la serie clásica hace ruido a medida que se acercan los monstruos; un agujero en el baño y un ciclo general de acción, en referencia a los eventos que tienen lugar con Henry Townshend; un embrión que llora aludiendo tanto al "Eraserhead" como al nacimiento de Dios al final de la tercera parte; un fantasma llamado Lisa, el homónimo de uno de los personajes centrales en la primera parte de la serie; indicador de conservación, que recuerda a una versión extremadamente simplificada del signo Halo del Sol. En el Tokyo Game Show 2014, Konami mostró un nuevo vídeo conceptual del proyecto. En el vídeo, el protagonista estaba en un pasillo cercano, se encuentra a un hombre con una cabeza cortada repleta de insectos (presumiblemente de Lisa de P.T.) y, huyendo del monstruo el protagonista baja al sótano. La presentación incluyó un vídeo en el que Del Toro habla sobre un proyecto futuro. Uno de los carteles del juego representaba un bosque. Muchas hipótesis surgieron de esto. Sin embargo, al final resultó no ser ninguna alusión, simplemente, uno de los desarrolladores fue a su patio trasero y tomó una foto.

### Cancelación del proyecto
En marzo de 2015, comenzó a circular el rumor de que Hideo Kojima abandonaría Konami debido a que había sido despedido. Su nombre desapareció de todos los materiales promocionales de Metal Gear Solid V: Ground Zeroes y desapareció de la lista de empleados superiores. Poco después, Kojima anunció que su trabajo en Metal Gear continuaría pero sin mencionar una palabra sobre el destino de Silent Hills. Él dejó su cargo el 1 de abril y su contrato con Konami como empleado independiente terminó en diciembre. Una fuente anónima de Kojima Productions le relató a GameSpot que el desacuerdo entre Kojima Productions y Konami provocó el cierre del acceso a Internet, el correo y los teléfonos corporativos en el estudio. El compositor Rika Muranaka dijo que la causa de la disputa era que el desarrollo de Silent Hills implicaba una serie de gastos totalmente injustificados: presupuesto inflado, retrasos en el lanzamiento final y numerosos aspectos técnicos por mejorar. Por otro lado, el mismo Kojima declaró que Konami le demandaba tanto tiempo con Silent Hills que prácticamente no podía seguir trabajando en su otro proyecto: Metal Gear V: The Phantom Pain. Peter Brown señaló que el desarrollo de Silent Hills continuaría sin un diseñador de juegos famoso, ya que el juego en sí es parte de un acuerdo entre Del Toro y Konami, y no de Kojima. El logotipo de Kojima Productions desapareció del sitio web oficial del juego, a lo que Konami declaró que esto se debió a la reorganización del personal.
El portal Cyberland dijo que a pesar de ceder por palabra los derechos a Konami, Kojima no permitiría que Fox Engine fuera usado en el juego, por lo que Silent Hills se cancelaría. Guillermo del Toro confirmó este rumor durante el San Francisco Film Society. El fotoperiodista Matt Hackney citó al director en su cuenta de Twitter: "No saldrá y eso me rompe el corazón enormemente". Los jugadores, ofendidos por la noticia, le enviaron a Konami una imagen con la inscripción: "Fuck Hideo Kojima". El actor Norman Reedus también confirmó la cancelación del proyecto: “Es terriblemente decepcionante, realmente no esperaba esto. Espero que se reanude el trabajo. Lo siento". Rompiendo el silencio, Konami declaró que Reedus había finalizado el contrato y que el editor continuará desarrollando la saga, pero que el "proyecto iniciado como Silent Hills" no continuará. Sin embargo, Konami no excluyó la participación de Kojima y del Toro en proyectos futuros. Todas las teorías y conjeturas de los jugadores sobre las rarezas de P.T., y cómo esto podría afectar el juego completo, permanecieron sin respuesta.
P.T. fue eliminado de PlayStation Store el 29 de abril de 2015 sin más explicaciones. Más tarde, los archivos P.T. finalmente fueron eliminados de los servidores de PlayStation, lo que hizo imposible volver a descargarlos a la consola incluso desde la "Biblioteca de juegos". Inmediatamente después de la desaparición de la demo, las consolas PS4 que quedaron con P.T. instalado comenzaron a aparecer en Ebay a precios que rondaban los 1500 dólares. Muchos fanáticos de la serie se entristecieron por la cancelación del juego. Se creó una petición dirigida a Hideo Kojima y Guillermo del Toro, pidiéndoles que continúen el desarrollo de Silent Hills. A partir del 4 de mayo de 2015, dicha petición había sido firmada por 75.000 personas, meses después, alcanzó las 190.000 firmas. La página fue creada por un alemán llamado Yoveni Zinkevich, incitando a Kojima y Del Toro a presentar un proyecto en Kickstarter. Los desarrolladores de Coffee Stain Studios también firmaron la resurrección del proyecto e incluso el propio Del Toro firmó.
En el popular programa de YouTube llamado "The Know", se obtuvo información sobre ciertas negociaciones entre Konami y Microsoft. Aparentemente, este último quería comprar el 80 % del producto final y los derechos de la saga por varios miles de millones de dólares. El CEO de Xbox, Phil Spencer, rápidamente negó los rumores declarando: “Lo siento, pero eso no es cierto. No sé de dónde vino este rumor y no quiero engañar a nadie".
Konami posteriormente en octubre del 2019 colocó un candado para los que tenían P.T. descargado indicando que el juego fue bloqueado para siempre y nunca más se volvió a saber nada de Silent Hills.